# Kapljice za nos
Kápljice za nós so tekoča farmacevtska oblika za vkapavanje v nosno votlino.
So bodisi emulzije, raztopine ali suspenzije. Običajno so na voljo v večodmernih vsebnikih z ustreznim aplikatorjem.
Uporabljajo se pri zamašenem nosu in pri zdravljenju sinusitisa. Običajno vsebujejo antibiotike ali dekongestive (učinkovine za dekongestijo nosne sluznice in so lahko iz skupin simpatikomimetikov, antialergikov, glukokortikoidov).

## Uporaba
Med vkapavanjem mora bolnik glavo močno nagniti nazaj, počakati nekaj trenutkov, glavo ponovno dvigniti in močno vdihniti. Če del tekočine steče v bolnikova usta, jo mora izpljuniti.